# Semjénháza
Semjénháza là một thị trấn thuộc hạt Zala, Hungary. Thị trấn này có diện tích 4,7 km², dân số năm 2010 là 638 người, mật độ 136 người/km².